# Jazz vocale
Il jazz vocale o canto jazz è un approccio al jazz usando la voce.

## Storia
Il jazz vocale è emerso all'inizio del XX secolo, con le sue radici nel Blues. Cantanti blues popolari come Bessie Smith e Ma Rainey ebbero una grande influenza su cantanti jazz come Billie Holiday. Altre caratteristiche del jazz vocale come il canto scat vennero fuori dalla tradizione jazz di New Orleans. La registrazione di Louis Armstrong del 1926 di "Heebie Jeebies" è spesso citata come la prima canzone moderna ad impiegare lo scatting. Questo in seguito si è evoluto nella complessa improvvisazione vocale dell'era bop che fu adottata da Anita O'Day, Sarah Vaughan, Betty Carter e Dizzy Gillespie. Le Boswell Sisters erano un trio di jazz vocale originario di New Orleans che contribuì a diffondere la musica jazz vocale tra il pubblico americano durante gli anni 1930. Università del Colorado
Il repertorio del jazz vocale include tipicamente la musica del Great American Songbook, tuttavia la musica popolare contemporanea è ora spesso organizzata per gruppi jazz vocali oltre alla musica originale. Tali arrangiamenti/musiche originali utilizzano tipicamente il linguaggio armonico del jazz, dell'improvvisazione jazz e dei ritmi derivati dalla musica sincretizzata della musica africana, della musica afroamericana e della musica classica europea. Questo include musica swing, così come Latin jazz, il jazz fusion e il rhythm and blues.
Le caratteristiche tecniche del jazz vocale includono la dizione basata su modelli di discorso vernacolare piuttosto che formale. Anche il legato e il vibrato non sono costanti nell'articolazione del jazz vocale. Il jazz vocale utilizza spesso l'amplificazione del microfono e i cantanti sono accompagnati da una sezione ritmica (pianoforte, basso, batteria e chitarra) e talvolta dalle percussioni vocali.

## Origini
All'inizio del XX secolo, il jazz iniziò a svilupparsi come un movimento musicale. Il canto jazz, o jazz vocale, fu l'ultimo di quattro concezioni musicali innatamente americane a svilupparsi, insieme al jazz strumentale, al blues e al songwriting di Tin Pan Alley.
Mentre il jazz vocale emerse all'inizio del XX secolo, fu la volta del XXI secolo in cui i fan del jazz iniziarono ad accettare la definizione più ampia di jazz vocale.